# La Raza Cósmica
La Raza Cósmica (La Race cosmique) est un essai paru en 1925, écrit par le philosophe mexicain, secrétaire de l'éducation, et candidat à l'élection présidentielle, José Vasconcelos, pour exprimer l'idée d'une future « cinquième race » sur le continent américain ; une agglomération de toutes les races dans le monde sans se soucier de la couleur de peau pour ériger une nouvelle civilisation : Universópolis et les gens du monde entier transmettraient alors leurs connaissances. Les personnes de l'Ibéro-Amérique (les ex-colonies de l'Espagne et du Portugal), ont tous les atouts territoriaux, raciaux et spirituels pour lancer l'« ère universelle de l'humanité »
Partant du postulat que les idéologies darwininistes sont des théories « scientifiques » qui ont été créées pour valider, expliquer et justifier la supériorité raciale et la répression des autres, Vasconcelos tente de réfuter ces théories et reconnaît dans ses propres paroles un effort idéologique pour améliorer la morale culturelle de la « race opprimée » en offrant une théorie optimiste du développement futur d'une race cosmique.

## Usage de l'expression
L'expression La Raza Cósmica englobe la notion que les concepts exclusif de race et de nationalité peuvent être transcendés au nom d'un destin commun de l'humanité. À l'origine il se référait à un mouvement d'intellectuels mexicain des années 1920 qui faisaient remarquer qu'en Amérique latine est présent le sang des trois races du monde : blanche (les colonisateurs européens), rouge (les natifs amérindiens) et noir (les esclaves africains), transcendant les gens de l'« Ancien monde ». La future race cosmique, la 5e race (après les Blancs, les Noirs, les Jaunes et les Rouges) serait le fruit du métissage des autres races, pour former la race ultime, la race cosmique. Cette race cosmique commencera en Amérique Latine, vu que cette terre est très propice au métissage, essentiellement entre Blancs et Rouges.   